# Historia del uniforme del Club Social de Deportes Rangers

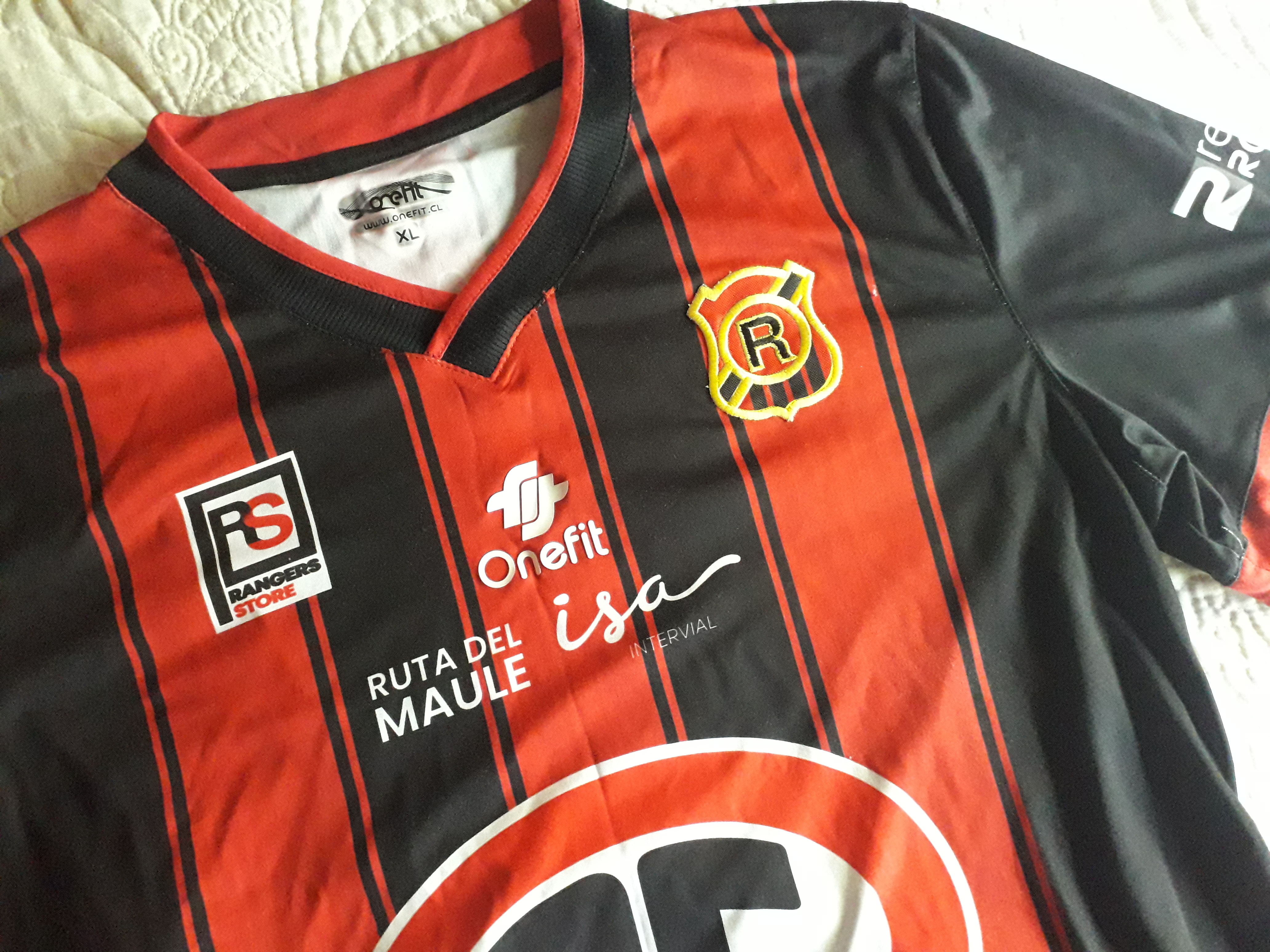
Camiseta del uniforme titular, utilizada durante la segunda mitad del año 2019 y elaborada por la empresa Onefit. Destacando principalmente los colores que el equipo ha utilizado para los uniformes desde su fundación en 1902: El rojo y el negro

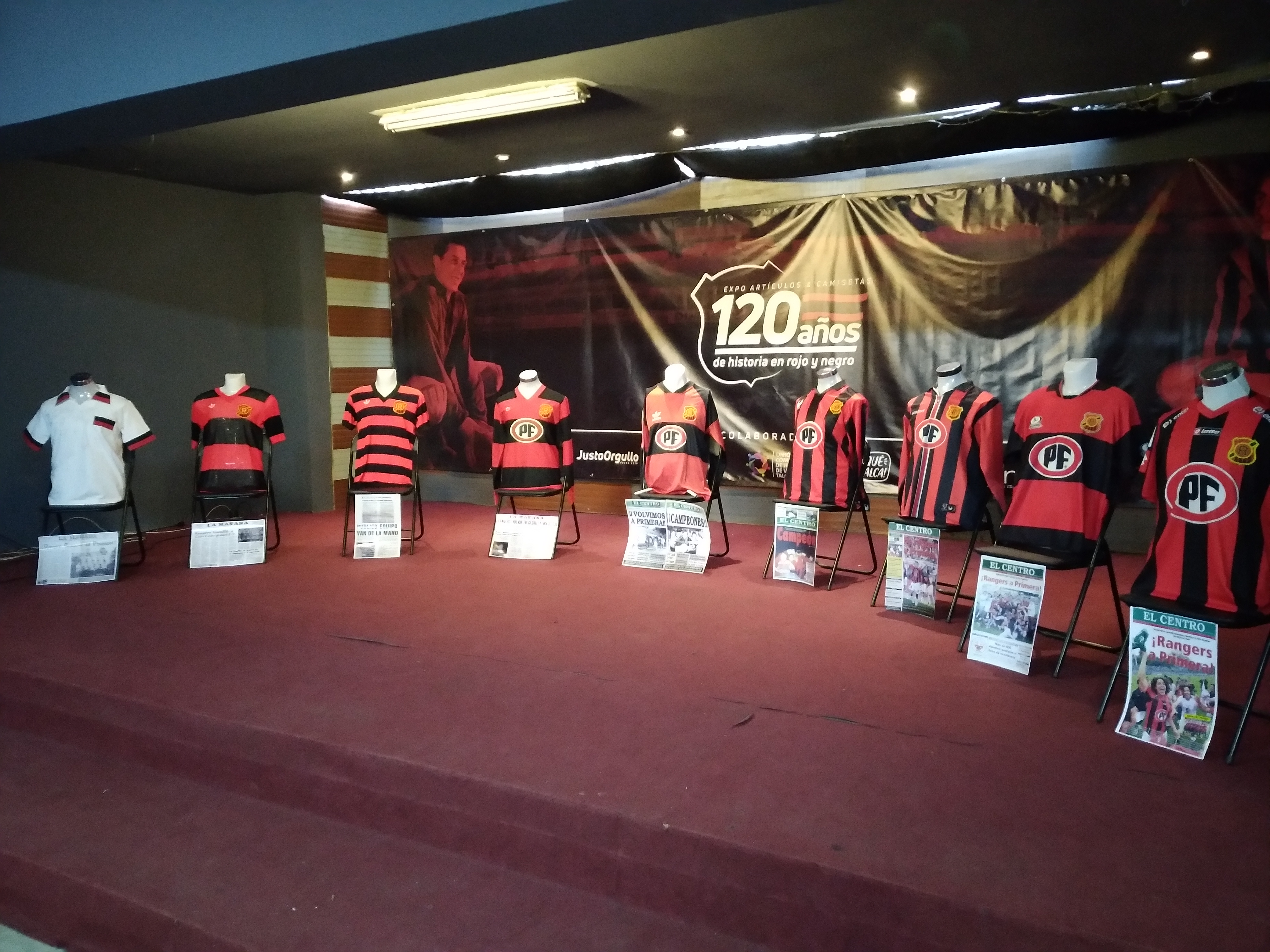
Camisetas históricas de Rangers.

La Indumentaria del Club Social de Deportes Rangers se compone por una camiseta, un pantalón y un par de medias, las cuales son utilizadas por los jugadores del club homónimo tanto en competencias nacionales como internacionales.

## Historia y evolución
Desde la fundación del club, los colores que han caracterizado a Rangers son el rojo y negro. Sobre la adopción de estos colores hay varias versiones, como por ejemplo, que la señora que tenía a cargo la confección de las camisetas solo disponía de telas rojas y negras; otra versión afirma que la elección de los colores se explicaba en que la mayoría de los jugadores que pertenecía al club eran voluntarios de la Segunda Compañía del Cuerpo de Bomberos de Talca, cuyos colores son el negro y el rojo, lo que explicaría la adopción de los colores; una versión también afirma que el uniforme rojo y negro trataba de emular a los rangers canadienses de la policía montada; o que los colores fueron tomados del típico poncho de la zona; entre otras versiones.
Independiente de la razón, es sabido que el rojo y el negro han sido los colores principales del club durante toda su historia. Sin embargo, es importante destacar que en los inicios, para la sección roja del uniforme se utilizaba cualquier tela y color de dicha tonalidad, por lo que es común ver en artículos antiguos la referencia a Rangers como los lacre-negros o los granate-negros.
Desde 1977, el patrocinador que acompaña a Rangers es la fábrica de cecinas local Productos Fernández, la relación contractual entre el club y dicha empresa corresponde a la más antigua registrada en la historia del fútbol. El año 2010, en medio del proceso de quiebra del club, Productos Fernández renueva el patrocinador.
En 1967 se suma, por primera vez en la era profesional, la insignia del club, ubicándose al centro del pecho en el uniforme alternativo. En 1977 se incluye por primera vez el logo de Productos Fernández en la parte frontal de la camiseta, manteniéndose ahí hasta la actualidad. El logo de Productos Fernández estuvo cinco años como única figura en la camiseta hasta que, en 1982, por primera vez se incluye la insignia de Rangers al lado izquierdo del pecho, que es donde se ubica hasta la actualidad (a excepción de ciertas ocasiones, como algunas versiones de la camiseta titular del 2008, donde la insignia estaba al medio del pecho), ese año también se comienza a agregar el logo de la marca proveedora del uniforme.
Desde 2009 los uniformes comenzaron a utilizarse como elementos publicitarios, sumando marcas en la espalda, hombros, brazos, shorts e incluso en las medias.

## Variaciones

### Uniforme titular
Durante toda la existencia de Rangers, los colores de base que han predominado en los uniformes titulares han sido el rojo y el negro, ocasionalmente contando con detalles blancos. Los shorts constantemente han ido alternando entre los colores blanco y negro, modificando algunos detalles como líneas a los costados o en las partes inferiores, detalles que se han ido alternando entre los colores negro, rojo y blanco, dependiendo del color de fondo del short. Las medias generalmente combinan con los colores de la camiseta (rojo y negro) exceptuando algunas veces que han sido combinados con el color del short.

#### Evolución del uniforme titular
| 1948 | 1952 | 1953 | 1954-56 | 1957 | 1958 | 1959 | 1960 | 1961 |

| 1963 | 1964 | 1965-66 | 1966-67 | 1967 | 1968 | 1969-70 | 1970 | 1971 |

| 1972 | 1973-74 | 1975 | 1976 | 1977-78 | 1978-79 | 1980 | 1980-81 | 1981 |

| 1982 | 1983-84 | 1985 | 1986-92 | 1992-93 | 1994-95 | 1995-96 | 1997 | 1998 |

| 1999 | 2000 | 2001 | 2002 | 2003 | 2004 | 2005 | 2006 | 2007 |

| 2008 | 2009 | 2010 | 2011 | 2012 | 2013-14 | 2014-15 | 2015-16 | 2016-17 |

| 2018 | 2019 | 2019 | 2019 | 2019 | 2020-21 | 2021 | 2022 | 2023 |

| 2024 |

### Uniforme alternativo
Durante muchos años el uniforme alternativo de Rangers ha sido de color blanco, que generalmente es acompañado de diseños rojos y negros.
Sin embargo, el primer antecedente existente sobre una camiseta alternativa corresponde al año de estreno de Rangers en Primera División, en 1953, siendo en esa situación de color celeste y debido a que el adversario, Iberia, contaba con una camiseta de líneas verticales rojas y azul oscuro, muy similar a simple vista con la camiseta del Rangers.
Posteriormente se optaría que los uniformes alternativos serían con el color blanco de fondo en la camiseta, alternando el color del short entre blanco y negro, mientras que las medias han ido variando entre completamente blancas, blancas con diseños rojos, rojas y negras, etc. 
Han existido excepciones respecto al color del uniforme en general, como lo han sido el negro de 1999, el gris del 2000, el de camiseta amarilla del 2011, entre otras.

#### Evolución del uniforme alternativo
| 1953 | 1956; 1960 | 1965 | 1967 | 1969 | 1970 | 1975 | 1975 | 1976 |

| 1977 | 1985-86 | 1987-91 | 2000 | 2001 | 2002 | 2003-2007 | 2008 | 2009 |

| 2010 | 2011 | 2012-13 | 2013-14 | 2014-15 | 2015-16 | 2016-17 | 2018 | 2019 |

| 2019 | 2019 | 2020-21 | 2022 |

### Tercer uniforme
El año 2021 fue la primera vez que se anunció formalmente la utilización de un tercer uniforme para el club, sin embargo, existe un antecedente correspondiente al año 1969, donde se utilizó un tercer uniforme en conmemoración del campeonato provincial obtenido en dicho año.
El año 2024 en el marco de la campaña por prevenir el cáncer de mamas se lanza una camiseta conmemorativa color rosa.
| 1969 | 2021 | 2023 | 2024 |

## Indumentaria y patrocinadores
| Período | Logo | Proveedor    |
| ------- | ---- | ------------ |
| 1981-85 |      | Adidas       |
| 1986-89 |      | Penalty      |
| 1990-91 |      | Diadora      |
| 1992-93 |      | Adidas       |
| 1994-95 |      | Avia         |
| 1996-97 |      | Uhlsport     |
| 1998-99 |      | Puma         |
| 2000    |      | Uhlsport     |
| 2001    |      | Corre Corre  |
| 2002    |      | Rangers      |
| 2003-07 |      | Training Pro |
| 2008    |      | Lotto        |
| 2009-10 |      | Mitre        |
| 2011-14 |      | Lotto        |
| 2014-18 |      | Training Pro |
| 2019    |      | Joma         |
| 2019    |      | Rodi         |
| 2019-22 |      | OneFit       |
| 2023    |      | Playmaker    |
| 2024-   |      | KS7          |

| Período | Patrocinador        |
| ------- | ------------------- |
| 1977-   | Productos Fernández |